# Захисник віри
Захисник віри (лат. Fidei defensor) — почесний титул англійських королів, отриманий 11 жовтня 1521 року Генріхом VIII від папи Лева Х за видану 1521 року книгу «Defence of the Seven Sacraments» («На захист семи таїнств») (лат. Assertio  septem  sacramentorum).
Книга була спрямована проти Мартіна Лютера; у ній захищалась папська влада, індульгенції, відпущення гріхів і сім таїнств. Титульним автором був сам Генріх VIII, однак питання про те, чи був він істинним автором вважають спірним. Редактором й можливим співавтором книги був Томас Мор.

## Використання в Англії
Хоча титул відкликав папа Павло III після того, як Генріх VIII порвав стосунки з Ватиканом і проголосив себе главою англіканської церкви, за що був відлучений від церкви католицької, у 1544 році англійський парламент надав титул «Захисника віри» королю Едуарду VI та його спадкоємцям, які з цього моменту стали захисниками англіканської віри від католицизму.

## Використання в Речі Посполитій
У 1684 р. Папа Інокентій XI надав почесний титул Defensor Fidei (Захисник віри) Королю Речі Посполитої, Великому князю Литовському, Руському, Смоленському, Сіверському, Чернігівському тощо Івану III Собеському, який очолив верховне командування армії християнської коаліції (в тому числі й з українських козаків) під час героїчної Віденської битви, що вважається поворотним моментом в історії Європи, який запобіг її завоюванню Османською імперією.